# Gedding
Gedding est un village et une paroisse civile du Suffolk, en Angleterre.